# Open Gaz de France 2006
L'Open Gaz de France 2006 è stato un torneo di tennis giocato sul cemento indoor.
È stata la 14ª edizione dell'Open Gaz de France, che fa parte della categoria Tier II nell'ambito del WTA Tour 2006.
Si è giocato dal 6 al 12 febbraio 2006.

## Campionesse

### Singolare
Amélie Mauresmo ha battuto in finale  Mary Pierce con il punteggio di 6–1, 7–6(2).

### Doppio
Émilie Loit /  Květa Peschke hanno battuto in finale  Cara Black /  Rennae Stubbs con il punteggio di 7–6(5), 6–4.